# Sistema electoral de Alemania

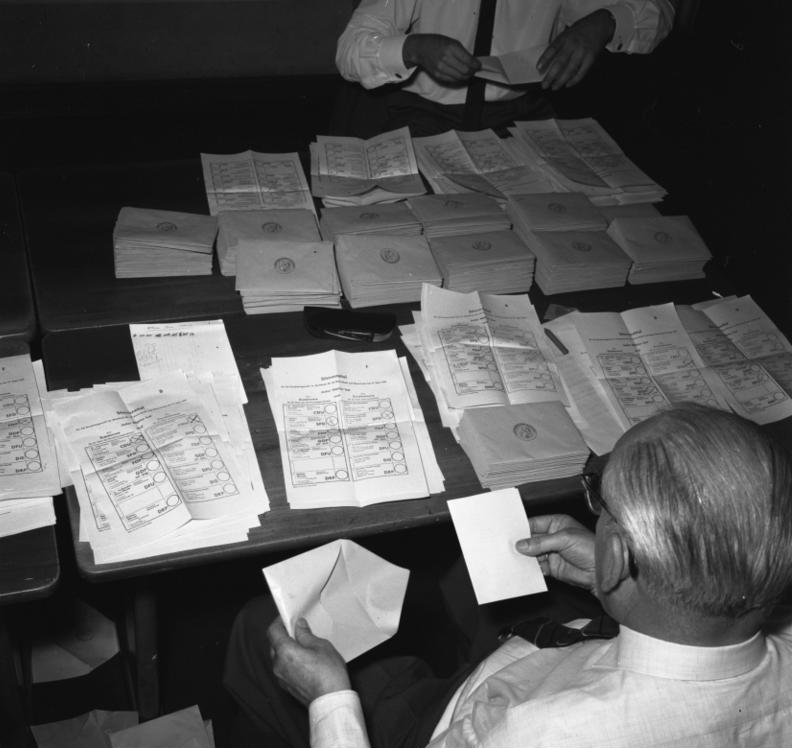
Recuento de votos, elecciones generales de la República Federal de Alemania 1961.

El sistema electoral federal alemán (en alemán: Bundestagswahlrecht) regula la elección de los miembros del Bundestag alemán. Se corresponde con los sistemas proporcionales, más concretamente, de representación proporcional personalizada (personalisierte Verhältniswahl, en alemán). 
Se caracteriza por la combinación del principio de la representación proporcional, que determina la composición del Parlamento, con la regla decisoria de la mayoría relativa, que rige para la mitad de los escaños (dispuestos en circunscripciones uninominales) en función de un voto personal.
Por mandato constitucional, una ley federal ha de regular el proceso electoral de la Cámara Baja alemana –función actualmente cumplida por el Acta Electoral (Bundeswahlgesetz) que junto con la propia constitución fijan el marco institucional-legal del sistema electoral.
Las elecciones han de celebrarse cada cuatro años, por sufragio universal, directo, libre, igual y secreto. El derecho al voto se consagra como un derecho exclusivo de todos los ciudadanos alemanes, con el único límite en la edad mínima para votar, los 18 años. Sin embargo, las restricciones sufragio pasivo son mucho más amplias, con una amplia regulación de incompatibilidades. 

## Descripción

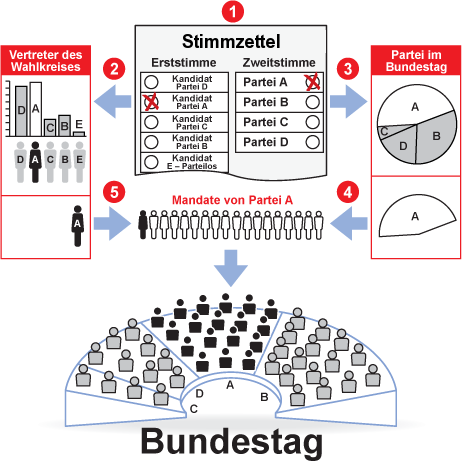
Reparto de escaños en el Bundestag.

El elector emite dos votos en la papeleta (Stimmzetel). El primero (Erststimme) es a una candidatura unipersonal en una de las 229 circunscripciones uninominales del país; el segundo (Zweitstimme) es a una lista cerrada y bloqueada del Land. Este segundo voto es el que determina el porcentaje de escaños que le corresponde a cada partido en el Bundestag, según una determinada fórmula electoral. Si el partido ha obtenido en el nivel de las circunscripciones uninominales (Verteter des Wahlkreises) menos porcentaje de escaños que el que ha obtenido a nivel nacional, se le añaden hasta alcanzar ese porcentaje. Sin embargo, si obtiene más escaños los conserva y esto es lo que explica que el número de escaños del Bundestag varíe en cada elección. Como ha señalado Xavier Torrens, «hay que mantener la proporción global de todos los partidos y, por ello, hay que compensar a los partidos hasta lograr que el Parlamento alemán refleje en escaños el porcentaje de votos correspondiente a cada partido». Por otro lado, la barrera legal para entrar en el Bundestag es relativamente alta, el 5 % (o haber obtenido tres escaños mediante el primer voto o Erststimme).
Así pues, las características básicas más notorias del sistema alemán son: 
- El votante dispone de dos votos, un primer voto a un candidato específico por circunscripción y un segundo voto a una de las listas cerradas que presentan los partidos.
- La distribución de los escaños que determina la composición de la Dieta Federal (Bundestag) se realiza a nivel nacional, efectivamente en un distrito único.
- Existe una barrera legal de representación inicial de un 5% (a nivel nacional) para poder participar en la distribución de los escaños, aunque existe la posibilidad de obtener representación consiguiendo tres mandatos directos.

### Sistema de votación
Para la elección de los miembros de la cámara baja del parlamento alemán (Bundestag), el elector puede emitir dos votos. El primer voto (Erststimme) o voto por persona, de representación directa, y el segundo voto (Zweitstimme) o voto por lista, de representación proporcional. Los escaños se distribuyen entre los partidos que alcanzaron al menos un cinco por ciento del segundo voto o tres mandatos directos por el primer voto. 
Primer voto (Erststimme)
El primer voto permite al elector votar por un candidato que aspira a un mandato directo en el Bundestag. Se elige al candidato que alcanzó la mayoría relativa de estos votos en su distrito electoral. Existen 299 escaños uninominales, es decir, la mitad del total.
Segundo voto (Zweitstimme)
El segundo voto determina la cantidad de parlamentarios que cada partido tendrá en el Bundestag. El elector vota por una lista cerrada de candidatos de un partido (Landesliste) en un Land. Los 598 escaños parlamentarios se distribuyen entre aquellos partidos que alcanzaron el 5% de los segundos votos válidos (Sperrklausel). Desde enero de 1987 la distribución de asientos se realizaba mediante el cociente Hare/Niemeyer pero a partir de enero de 2008 se utiliza el método Sainte-Laguë.

## Sufragio

### Activo
El derecho a votar se establece como derecho fundamental de todos los alemanes mayores de dieciocho años, según el Art. 38.2 de la Ley Fundamental. Más detalladamente, el Acta Electoral, en su Art. 12.1, especifica la exclusividad de este derecho para los nacionales alemanes, siendo necesaria una reforma constitucional para ampliar este derecho a los residentes extranjeros.  
De acuerdo con la jurisprudencia del Tribunal Constitucional alemán, sólo podrán ser privados del sufragio activo aquellos alemanes que por sentencia judicial firme
- se encuentren condenados por crímenes de alta traición, de transgresión al estado constitucional democrático, de atentado contra la seguridad o defensa nacional o de aversión contra los órganos constitucionales, así como por toda ofensa criminal contra las elecciones y los votos mismos.
- se encuentren recluidos en hospital psiquiátrico, por condena penal en estado de incapacidad de culpa o capacidad reducida.

### Pasivo
El derecho de sufragio pasivo se reconoce a todos aquellos alemanes que hayan alcanzado la mayoría de edad, los dieciocho años. Cabe destacar que dicha edad puede ser modificada por una ley federal simple, a diferencia de la edad de sufragio activo fijada por la Constitución en dieciocho años.

## Nombramiento de candidatos

### Derecho de los partidos políticos a proponer candidatos
Solo los partidos políticos que hayan estado representados por al menos cinco delegados en el Bundestag en las últimas elecciones podrán elegir a sus propios candidatos. Los otros partidos tendrán que comunicar sus candidatos a la Oficina Federal Electoral como mínimo 90 días antes de la jornada electoral de las elecciones del Bundestag; dichos candidatos requieren ser aceptados por la Comisión Electoral Federal antes de su inclusión en las listas.

### Propuesta de candidatos para las circunscripciones
Hay dos maneras de que un candidato pueda presentar su candidatura electoral en un distrito, o bien perteneciendo a un partido que ya esté presente en el Bundestag, o bien el con el respaldo de un mínimo de 2000 firmas de votantes del distrito al que se presenta. 
En el caso de que el candidato pertenezca a un partido político, debe ser elegido en una votación democrática y secreta por una asamblea de los miembros del partido en su circunscripción.

### Listas regionales de candidatos a diputados para las elecciones del Parlamento Federal
De acuerdo con la Ley Federal Electoral, las candidaturas de dichas listas siguen un procedimiento similar a la propuesta de candidatos. 
En el primer caso, si la lista regional de un partido, que no está representado en ningún parlamento, requiere para la admisión de dicha lista, las firmas de los electores, con el único requisito de que no exceda de 2000 firmas.

## Distribución de escaños
En el primer procedimiento de distribución de mandatos se determina el número de escaños de cada partido. En este procedimiento se suman a nivel nacional los Zweitstimmen de los partidos según las Landeslisten (en total 16). En la distribución de los mandatos participan solamente los partidos que, a nivel de la Federación (a nivel país) alcanzaron el 5% de los votos o bien consiguieron elegir tres mandatos directos (nivel circunscripción uninominal). 
En el segundo procedimiento de distribución de mandatos, antes de 2009, la distribución de escaños se calculaba utilizando el método Hare/Niemeyer, que consistía en determinar cuántos escaños corresponden a cada partido a nivel de las Landeslisten del total de parlamentarios que consiguió un partido a nivel federal. Sin embargo, a partir de ese año, se utiliza el método Sainte-Laguё/Schepers; la decisión de aplicar este método fue tomada por el Bundestag el 17 de marzo de 2008, cuando se aprobó una enmienda a la Ley Federal Electoral.
Este último método, en general, consiste en dividir el número de segundos votos recibidos entre una figura especificada, o "divisor". Por lo tanto, en las elecciones de 2009, se calculó por primera vez una "asignación aproximada" de escaños. En primer lugar, el número total de votos emitidos se divide por el número total de escaños que se distribuyen, lo que daría una cifra provisional que se utilizará como un "divisor "en la asignación de escaños.
Bajo este sistema, los cocientes calculados con este divisor se redondean hacia arriba o hacia abajo para un determinado número de escaños: los restos por debajo o por encima de 0,5 se redondean hacia arriba o hacia abajo. Si es necesario, la figura divisor se revisa, con el fin de asegurarse de que el número total de escaños asignados a las partes es el mismo que el número de mandatos disponibles.
Una vez que se ha calculado el número total de puestos que se hayan asignado a una de las partes, estos escaños se dividen a su vez entre las listas de los Landers. Aquí también, los asientos se distribuyen en proporción al número de segundos votos recibidos.
En otra serie de cálculos, el número de diputados elegidos directamente por cada partido se resta del número total de escaños asignados a ese partido en cada territorio, a fin de encontrar el número de la lista los candidatos deben recibir mandatos parlamentarios.
Si un partido ha conseguido obtener más mandatos directos con los Erststimmen que aquellos que le corresponden según los Zweitstimmen, puede retener estos escaños, de tal manera que el total de escaños del Bundestag se ve aumentado temporalmente, de 598 a 620 escaños (17.ª Legislatura del Bundestag), gracias los mandatos excedentes (Überhangmandate).
Los resultados de las elecciones federales determinan las fuerzas relativas de las partes en el Bundestag, por lo que es imposible hacer coaliciones antes de celebrar las elecciones. Un gobierno solo puede estar formado por partes que, aislada o conjuntamente con otros, tienen la mayoría de los diputados detrás de ellos. Así, las elecciones suelen ir seguidas de negociaciones de coalición entre las partes. En la 17.ª Legislatura del Bundestag, CDU / CSU y SDP formaron un gobierno de coalición, ya que con 330 asientos, obtuvieron la mayoría absoluta en el Bundestag.
Solo después de que se haya definido cuántos mandatos le corresponden a cada partido en cada Bundesland, se procede a determinar cuántos mandatos directos le corresponden. Si un partido ha conseguido más mandatos directos con los Erststimmen que aquellos que le corresponden según los Zweitstimmen, puede retener estos escaños, de tal manera que el total de escaños del Bundestag se ve aumentado temporalmente (por los así llamados Überhangmandate, mandatos excedentes).

### Abstención y votos nulos
En las elecciones parlamentarias, el voto en blanco, se considera automáticamente nulo, es decir, se refleja como si hubiera habido una abstención por parte del votante. Por otra parte, también se consideran como nulos, si la papeleta de votación contiene errores, es decir, si se marcan de una manera que pone en peligro la confianza del voto (ejemplo, votos marcados con una cruz en posición vertical); o también, si el voto se encuentra en un documento no oficial. También, cuando se envía el voto por correo, se declarará nulo, si el sobre viene vacío, o si contiene las papeletas marcadas de forma diferente. En conclusión, los votos nulos, no tienen ningún efecto en el resultado de la votación; pero, si lo tienen en la participación electoral, ya que, se cuentan como un voto más.

## Debates
En este sistema, los principios básicos de los distritos uninominales y de la representación proporcional por listas no han tenido cambios profundos pero sí que hubo ajustes como el cambio a dos votos separados en 1953 o la aplicación del método Sainte-Laguë en 2005.
Sin embargo, hubo varios intentos de reformar el sistema. Al final de 1955, el CDU/CSU y el Deutsche Partei presentaron propuestas para implementar un sistema electoral mayoritario. Este intento de acabar con la dependencia del CDU/CSU al FDP y de limitar y de reducir las probabilidades de una victoria electoral del SPD no funcionó. Cuando la primera gran coalición inició su mandato, hubo muy claras manifestaciones de tendencias a renunciar al sistema electoral basado en el principio de la representación proporcional. Dicho intento del canciller Adenauer no funcionó ya que la mayoría de los miembros del SPD estaba convencida de que esta reforma electoral no significaría mejores oportunidades de poder para ellos.
También, el Tribunal Federal Alemán se pronunció el 3 de julio de 2008 (entrada en vigor: 2011) sobre los mandatos suplementarios y el efecto “peso negativo del voto”, las disfuncionalidades que dichos mandatos producen. El Tribunal señaló en su sentencia que los artículos 6 y 7 de la Ley Federal Electoral violaban los principios constitucionales de igualdad en las elecciones y el carácter directo de estas.
El peso negativo de los votos es dicho efecto que se traduce por el hecho de que un incremento de voto para un partido puede resultar en una pérdida de representación y en el sentido contrario que al recibir menos votos, un partido puede ganar más escaños. Las causas de este fenómeno son la existencia de los mandatos suplementarios y el procedimiento de reparto de los escaños de los partidos según los Länder.  
Eso fue modificado por la reforma de 2005 (tras la elección parcial en la cual un exceso de votos al CDU le costó un escaño) disminuyendo un poco los efectos del peso negativo del voto. Pero sigue existiendo el problema de los escaños suplementarios.

## Orígenes
En 1949, el Consejo Parlamentario adoptó un novedoso sistema electoral, creado por la Constitución de Alemania Occidental, que fue resultado de las negociaciones interpartidistas de las fuerzas democráticas, de dicho país. Al inicio, se consideró como un sistema provisional. 
La causa de esta decisión fue principalmente el fracaso de la República de Weimar, ya que esta funcionaba por proporcionalidad extrema en el sistema electoral, es decir, bastaba que obtener 60.000 votos para poder tener un escaño. Por consiguiente, este tipo de sistema fomentó una dispersión de los partidos políticos e impidió la formación de gobiernos fuertes, apoyados por una mayoría estable; esto provocó para la mayoría de las personas la aparición del Tercer Reich. 
La razón por la cual no adoptaron el Sistema electoral mayoritario fue porque el sistema de partidos en vigor ya impedía la dispersión de partidos, debido al hecho de que los Aliados daban su asentimiento para la formación de partidos (Lizenzparteien). No fue necesaria asegurar la estabilidad del régimen por un escrutinio mayoritario puro. Y cabe decir que tras el fin de la Segunda Guerra Mundial, tanto los Aliados como los alemanes no querían que hubiera una polarización de partidos característica de sistema mayoritario.
Los diferentes partidos que existían en ese momento fueron consultados: el CDU/CSU estaba interesado en un sistema electoral como el británico por su estabilidad y además porque, de esta manera, estaban convencidos de que obtendrían más escaños; el FDP estaba a favor de un sistema proporcional; y el SPD, al igual que el FDP, estaba a favor de dicho sistema principalmente por causas ideológicas.
Por eso, se decidió por fin elegir el sistema de representación proporcional personalizado con una cláusula limitativa ya que este sistema fomenta la construcción de coaliciones, el consenso, el compromiso y la cooperación, valores que corresponden a la cultura política de la posguerra.
Y en cuanto, a la cláusula del 5 por 100 o los tres mandatos directos, la razón de ello procede del recuerdo de la proliferación de pequeños partidos y de su respectiva fragmentación bajo la República de Weimar.